# 윈도우 11 버전 21H2
윈도우 11 버전 21H2 또는 윈도우 11의 오리지널 버전(코드명: "Sun Valley")은 2021년 10월에 출시되었다. 빌드 번호는 10.0.22000이다. 마이크로소프트는 "YYHX"라는 명명 규칙에 따라 "버전 21H2"로 명명했다. YY는 2자리 연도를 나타내고 X는 계획된 출시의 반년을 나타낸다(예: 버전 21H2는 2021년 하반기에 처음 출시된 빌드를 나타냄).

## 개요
첫 번째 퍼블릭 프리뷰 빌드는 2021년 6월 28일에 개발자 채널에 가입한 윈도우 인사이더에 제공되었다. 이 버전의 주요 변경 사항은 다음과 같다.
- 재설계된 플루언트 디자인 시스템:[5]
  - 윈도우 11의 대부분 인터페이스는 둥근 지오메트리, 새로 고침된 아이콘, 새로운 타이포그래피, 새로 고침된 색상 팔레트를 특징으로 한다.[6]
  - 윈도우 11에서는 데스크톱 배경 화면의 색상으로 색조가 지정된 새로운 불투명 머티리얼(Material)인 "Mica"도 도입했다.[7]
- 업데이트된 플루언트 디자인 시스템의 원칙을 준수하여 시작 메뉴가 크게 재설계되었다.[8]
- 고정, 재정렬, 최소화 및 앱 전환을 위한 새로운 애니메이션이 포함된 가운데 정렬된 작업 표시줄.[8]
- 파일 탐색기가 플루언트 디자인 시스템으로 새로 고쳐졌고 리본 인터페이스가 개편된 사용자 인터페이스와 Mica 배경이 있는 새로운 명령 모음으로 대체되었다. 또한 모서리가 둥글고 텍스트가 더 크고 Acrylic이 적용된 개편된 컨텍스트 메뉴도 도입되었다.
- 안드로이드용 새로운 윈도우 하위 시스템.[9]

이 업데이트는 홈, 프로, 프로 에듀케이션 및 프로 포 워크스테이션(Pro for Workstations) 에디션에 대해 2023년 10월 10일에 서비스가 종료되었다. 엔터프라이즈, 엔터프라이즈 멀티 세션, IoT 엔터프라이즈 및 에듀케이션 에디션은 2024년 10월 8일에 서비스가 종료되었다.